# پرسونیا
پرسونیا (نام علمی: Persoonia) نام یک سرده از تیره شکرپارگان است.